# Escape Route
Albums de Joe Budden
Padded Room
(2009) Mood Muzik 4: A Turn 4 the Worst
(2010)
Escape Route est un album de Joe Budden, sorti le 11 août 2009 en version numérique. La version CD a été mise en vente le 6 octobre 2009.
L'album s'est classé 22e au Top Rap Albums et 47e au Top R&B/Hip-Hop Albums.

## Liste des titres
| No  | Titre                                    | Contient un (des) sample(s) de                    | Durée |
| --- | ---------------------------------------- | ------------------------------------------------- | ----- |
| 1.  | Intro                                    | Lux Aeterna de Clint Mansell et le Kronos Quartet | 3:31  |
| 2.  | Anti                                     | Belle De Jour de Saint Tropez                     | 3:40  |
| 3.  | Never Again                              | Street Spirit (Fade Out) de Radiohead             | 4:38  |
| 4.  | World Keeps Spinnin'                     | Ghost in Your Heart de Bad English                | 4:00  |
| 5.  | Forgive Me                               | Alone Apart de Markéta Irglová                    | 4:37  |
| 6.  | State of You                             | Psychobabble de Frou Frou                         | 5:01  |
| 7.  | Good Enough                              |                                                   | 5:23  |
| 8.  | No Comment                               |                                                   | 4:05  |
| 9.  | We Outta Here (featuring Slaughterhouse) |                                                   | 4:44  |
| 10. | Clothes on a Mannequin                   | Waiting de Bo Hansson                             | 4:25  |
| 11. | Freight Train                            | No Leaf Clover de Metallica                       | 3:10  |
| 12. | Connect 4 (featuring Young Chris)        |                                                   | 2:32  |

| 13. | Tito Santana (featuring Wale)     | Change in the World de Mildred Clark and the Melody Aires                                                                | 2:45 |
| 14. | For You (featuring Royce da 5'9") | Change the Beat (Female Version) de Fab Five Freddy featuring Beeside Rock Box de Run–D.M.C. A Bitch Iz a Bitch de N.W.A | 3:18 |